# Bataille de Soissons (978)
Pour les articles homonymes, voir Bataille de Soissons.
Cinq siècles après la prise de la cité par Clovis Ier et trois-quarts de siècle après la terrible bataille entre le camp du roi carolingien Charles III le Simple et les coalisés du roi Robert, Soissons est le théâtre d'une escarmouche singulière, parfois nommée par dérision petite bataille de Soissons.

## Prémices
En 978, l'influence germanique s'affirme, ce que certains princes en France ne supportent pas. L'un d'eux, Lothaire, roi carolingien de Francie, veut reprendre la Basse-Lotharingie, que l'empereur Othon II (955-983) vient de donner à Charles, propre frère de Lothaire. 
Lothaire attaque la Lotharingie, projetant malicieusement au passage d'enlever Othon II et sa femme Théophano à Aix-la-Chapelle. S'il parvient à piller et saccager les pays de l'empereur, il échoue devant Metz, défendu par l'évêque Thierry, et trouve partout en Mosellane un mépris des Carolingiens. Son armée est vite partout refoulée et le souverain rentre bredouille.

## Une campagne de rétorsion
Othon II, furieux des tentatives d'attenter à sa personne et des pillages, prévient par un messager qu'il « envahirait le royaume des Welches aux calendes d'octobre » si des excuses et des pourparlers de dédommagements ne s'ensuivaient rapidement. Othon II passe à l'acte le 1er octobre 978 : il entre en Lorraine et en Champagne avec une armée mobile et légère, laquelle compterait selon Raoul Glaber plus de 60 000 combattants. S'il progresse facilement vers Paris, laissant brûler et piller sur son passage les régions de Soissons, de Reims et de Laon, il n'obtient pas de victoire décisive.

Après avoir fait proclamer et couronner roi Charles par l'évêque Thierry Ier de Metz, il arrive en vue de Paris dont il incendie les faubourgs, et, pour célébrer sa victoire, fait entonner l'alléluia par ses soldats du haut de Montmartre.
Les Parisiens, dirigés par Hugues Capet, soutiennent le siège de la ville et refoulent l'armée germanique à ses portes. En novembre, l'armée germanique, exténuée par le froid, organise une trêve pour négocier son retrait. Othon II affirme sa volonté d'évincer Lothaire, absent de la délégation. Le 30 novembre face à l'échec des négociations et son armée souffrant des rigueurs de l'hiver, il décide de rentrer sans obtenir de garantie ; il s'affirme satisfait et vengé par ses troupes.

## Retraite etpetite bataille de Soissons
Des contingents d’Île-de-France et de Bourgogne, sous le commandement de Lothaire et d'Hugues Capet, poursuivent les restes de l'armée d'Othon, qui se livre aux habituels pillages des armées de l'époque. Ils rattrapent la troupe germanique aux abords de Soissons début décembre 978.
L'armée d'Othon cherche à établir un campement pour la nuit, mais se ravise, sur les conseils de son général, le comte des Ardennes Godefroy de Verdun, qui fait traverser le gros de sa troupe sans attendre les bagages.
Quand la nuit tombe, l'arrière-garde, alourdie par son butin, n'a pas encore franchi la rivière. Celle-ci étant en crue, elle décide de camper sur la rive ouest afin de la traverser de jour. Mais à l'aube, la cavalerie de Lothaire fond sur eux, mettant en déroute les traînards qui se débandent. Cherchant leur salut dans la fuite, la plupart des hommes périssent noyés. L'arrière-garde de l'armée d'Othon est entièrement détruite, « et il en périt plus par l'onde que par le glaive » appuie Balderic, un chroniqueur de l'époque.
L'armée de Lothaire et d'Hugues Capet, au détriment de l'accord négocié de retrait, récupère ainsi le butin d'Othon. 
Selon une tradition soissonnaise, cette catastrophe aurait eu lieu entre la rivière, l'abbaye Saint-Médard et le bourg Saint-Waast, cette rive de la rivière s'appelle Le Champ bouillant à cause du grand bouillonnement d'eau et turbulences infernales qui emportaient les serviteurs et soldats germains gesticulant sans qu'aucque puisse leur porter secours. Le lieu plus vaste à proximité s'appelle Champ dolent et s'applique à la violente bataille de 923.

## Conséquences
Après ce désastre, l'empereur Othon, rentré à Aix avec moins d'un homme sur six, décide de trouver une solution diplomatique. Ainsi, en 980, Lothaire, craignant déjà la popularité et la puissance militaire d'Hugues Capet, signe la paix avec Othon II à Margut sur les bords de la rivière Chiers. Il s'engage à renoncer à ses prétentions à la Lotharingie contre le soutien de l'empereur.